# Polana raseca
Polana raseca är en insektsart som beskrevs av Delong och Triplehorn 1979. Polana raseca ingår i släktet Polana och familjen dvärgstritar. Inga underarter finns listade i Catalogue of Life.